# Moorooduc Highway
Der Moorooduc Highway ist eine Verbindungsstraße im Süden des australischen Bundesstaates Victoria. Er verbindet den Frankston Freeway in Frankston mit dem Südteil des Mornington Peninsula Freeway in Mount Martha. Es handelt sich dabei um eine vier- bis sechsspurige Straße mit Mittelstreifen. Zusammen mit dem Mornington Peninsula Freeway bildet er die Hauptverkehrsader von Melbourne zur Mornington-Halbinsel.

## Geschichte
Der Highway begann ursprünglich an der Kreuzung mit der Frankston Flinders Road in Frankston Süd und band den Nepean Highway (B110) in Moorooduc Süd an. In den 1970er-Jahren  wurde er südlich der Sages Road verbreitert und diente als Alternative zur dann nicht gebauten Ortsumgehung von Frankston. In den 1990er-Jahren wurde dann der Mornington Peninsula Freeway an den (umbenannten) Moorooduc Highway angebunden.

## Verlauf
Der Moorooduc Highway dient als Straßenverbindung ohne Freeway-Standard zwischen den beiden Teilen des Mornington Peninsula Freeway (S11) und beginnt am südlichen Ende des Frankston Freeway (S11) (der die Verbindung zum nördlichen Abschnitt des Mornington Peninsula Freeway schafft). Er verläuft entlang der Ostseite des Frankston Commercial Centre als sechsspurige Straße mit höhengleichen Anschlüssen und einer Ampelkreuzung mit der Frankston Flinders Road. Ab dieser Ampelkreuzung wurde der Moorooduc Highway schmäler und besitzt nur noch vier Fahrspuren. Die Straße führt an der Stadt Mornington, direkt neben dem Highway, vorbei und endet am nördlichen Ende des südlichen Streckenabschnittes des Mornington Peninsula Freeway (S11).
Der Moorooduc Highway gilt als besonders gefährlicher Straßenabschnitt, auf dem wegen überhöhter Geschwindigkeit und ungeregelter Kreuzungen viele Verkehrsopfer zu beklagen sind. Kürzlich hat man an den Kreuzungen mit der Bentons Road, der Eramosa Road und der Bungower Road Kreisverkehre installiert. Die Einmündung der Sages Road besitzt nun Verkehrsampeln, nachdem dort besonders viele und schwere und sogar tödliche Unfälle passiert sind. Südlich der Sumner Road in Baxter beträgt die Geschwindigkeitsbegrenzung 100 km/h.

## Ortsumgehung Frankston
Sobald der Peninsula Link eröffnet wird (Plan: Anfang 2013), soll er den Durchgangsverkehr übernehmen, während über den Moorooduc Highway der Ortsverkehr laufen soll. Dies wird dafür sorgen, dass der Durchgangsverkehr die bekannt staugefährdeten Kreisverkehre bei Mornington und die Kreuzungen bei Frankston nicht mehr nutzen muss. Dies wird den Verkehrsfluss deutlich verbessern.

## Wichtige Kreuzungen und Anschlüsse
| Moorooduc Highway |                                |                              |                                                                                        |
| Anschlüsse Richtung Norden | Entfernung nach Melbourne (km) | Entfernung nach Portsea (km) | Anschlüsse Richtung Süden                                                              |
| Ende Moorooduc Highway weiter als Frankston Freeway nach Melbourne                                                                                          | --                             | --                           | Beginn Moorooduc Highway vom Frankston Freeway                                         |
| Frankston, Cranbourne Cranbourne-Frankston Road Verkehr nach Cranbourne muss nach links Richtung Frankston abbiegen und dann an der Clarendon Street wenden | --                             | --                           | Cranbourne, Frankston Cranbourne-Frankston Road                                        |
| EISENBAHNLINIE NACH STONY POINT | --                             | --                           | EISENBAHNLINIE NACH STONY POINT                                                        |
| Frankston Davey-Hastings Road | --                             | --                           | Frankston Davey-Hastings Road                                                          |
| Golf Links Road | --                             | --                           | Golf Links Road                                                                        |
| Robinsons Road | --                             | --                           | Robinsons Road                                                                         |
| Baxter Frankston-Flinders Road | --                             | --                           | Baxter, Hastings Frankston-Flinders Road                                               |
| Baxter, Tooradin Sages Road | --                             | --                           | Baxter, Tooradin Sages Road                                                            |
| Somerville, Pearcedale Eramosa Road West | --                             | --                           | Somerville Eramosa Road West                                                           |
| Mount Eliza Wooralla Drive | --                             | --                           | Mount Eliza Wooralla Drive                                                             |
| Bungower Road | --                             | --                           | Bungower Road                                                                          |
| Mornington, Tyabb Mornington-Tyabb Road | --                             | --                           | Tyabb, Mornington Mornington-Tyabb Road                                                |
| Moorooduc Bentons Road | --                             | --                           | Moorooduc Bentons Road                                                                 |
| Mount Martha Craigie Road | --                             | --                           | Mount Martha Craigie Road                                                              |
| Balnarring, Somers Old Moorooduc Road | --                             | --                           | Balnarring, Somers Old Moorooduc Road                                                  |
| Beginn Moorooduc Highway vom Mornington Peninsula Freeway                                                                                                   | --                             | --                           | Ende Moorooduc Highway weiter als Mornington Peninsula Freeway nach Flinders / Portsea |